# 金帶波魚
金帶波魚（学名：Rasbora aurotaenia）為輻鰭魚綱鯉形目鯉科的一個種，分布於亞洲湄公河及湄南河流域，體長可達15公分，棲息在河川、池塘或溝渠，屬雜食性，以昆蟲和矽藻等為食，繁殖期在雨季，為經濟性食用魚。